# Halász Margit
Halász Margit (Vámospércs, 1964. október 14.–) magyar író, forgatókönyvíró, tanár.

## Életpályája
1964. október 14-én született a hajdúvárosok egyikében, Vámospércsen. Tízéves koráig egy tanyán, Újléta-Ligeten élt. Az itteni táj, a gyermekkori élmények nagy hatással voltak írói kiteljesedésére. 
1964–1974 között Újléta-Ligeten élt. Általános iskolai tanulmányait szülővárosában végezte. A Bethlen Gábor Közgazdasági Szakközépiskolában tanult Debrecenben. 1983–1986 között a Debreceni Tanítóképző Főiskola hallgatója volt. 1986-ban Budapestre költözött, azóta különféle fővárosi iskolákban tanít. 1988–1990 között az ELTE Tanárképző Főiskolai Karán Karán általános iskolai magyartanár oklevelet szerzett. 
1993-ban mindenféle publikációs háttér nélkül összegyűjtötte addigi novelláit és Isten tehenei címmel megjelentette. A könyv illusztrációit Szegedi Katalin készítette. 1998-ban a JAK-füzetek sorozatban jelent meg Forgószél című novelláskötete, mellyel a legjobb négy elsőkötetes szerző közé választották. Ebben az évben az Élet és Irodalom által hirdetett novellapályázat egyik fő díját nyerte el. Tar Sándorról írott irodalmi paródiája a József Attila Kör pályázatán első díjat kapott. 1998-tól kezdett el rendszeresen publikálni rangos irodalmi lapokban.
1999-ben Móricz-ösztöndíjas, 2000-ben Soros-ösztöndíjas. 2000-ben a pécsi Jelenkor Kiadónál látott napvilágot következő könyve: Csillagkerti szonáta. 2002-ben a Felhőc Produkció által hirdetett kisfilmíró-pályázaton Bakancs című balladájából írt filmkönyvét első díjjal jutalmazták. 2005-ben a Noran Kiadónál jelent meg Méz és szurok címmel újabb novelláskötete. 2006-ban NKA-ösztöndíjasként írta Gyöngyhomok című regényét. Ugyanebben az évben az Irodalmi Jelen regénypályázatán Éneklő folyó című kisregénye különdíjat kapott. 2007-ben a V4-ek nemzetközi irodalmi antológia szerzőjeként negyedmagával Magyarországot képviselhette több európai országban és Egyiptomban. Novelláit több nyelvre lefordították. 
2008-ban mutatták be Márió, a varázsló címmel Almási Tamás játékfilmjét, mely azonos című elbeszéléséből készült, s forgatókönyvét a rendezővel közösen jegyezik. Főszereplői (Nyakó Júlia és Franco Nero) 2009-ben a houstoni WorldFest filmfesztiválon Silver Remy-díjban részesültek. Az Ab Ovo Kiadó adta ki Bergengóc balladák című következő kötetét, mely balladák és felnőttmesék gyűjteménye. 
2009-ben az Aranyvackor gyerekkönyvíró pályázaton a zsűri dicsérő oklevelét kapta, s ezen felbuzdulva felvázolta egy ifjúsági regény cselekményét. Tervét a MASZRE ösztöndíjjal támogatta. 2011-ben a Geopen Kiadó két kötetét is megjelentette: az újra kiadott Éneklő folyót és a Gyöngyhomok című regényt. 2013-ban a Vidróczki-kódex következett, mely a Kortárs Kiadó gondozásában jelent meg. 2014-ben megtisztelő kitüntetésben részesült: szülővárosa, Vámospércs Díszpolgári Oklevelét vehette át. 2015-ben szintén a Kortárs Kiadónál látott napvilágot a Kalandozó klasszikusok címmel útirajzkötete. A vörös nyelvű párduc regénye 2016-ban jelent meg (egy pásztordinasztia történetét meséli el). 2018-ban a Naphegy Kiadónál jelent meg Jómadarak pácban címen első ifjúsági regénye. 
Rendszeresen publikál irodalmi lapokban, tárcái 2014-től 2018-ig a Magyar Nemzet Magazinban jelentek meg. A Szépírók Társaságának tagja. 
Férje 1987-től 2000-ig Csányi János színész, rendező, színigazgató volt. Gyermekük Csányi Márton (1990). 
Budapesten él, magyartanárként dolgozik a Derkovits Gyula Általános Iskolában.

## Művei
- Isten tehenei. Elbeszélések; FAOSZ, Eger, 1993 (Független Alkotók Országos Szövetsége könyvtára)
- Forgószél; ill. Orbán János; JAK–Kijárat, Budapest, 1998 (JAK) (novellafüzér)
- Csillagkerti szonáta; Jelenkor, Pécs, 2000 (kisregények)
- Méz és szurok. Novellák, 1995–2004; Noran, Budapest, 2005
- Éneklő folyó; Concord Media, Arad, 2007 (Irodalmi jelen könyvek)
- Bergengóc balladák; Ab Ovo, Budapest, 2008
- Gyöngyhomok. Regény; Geopen, Budapest, 2011
- Éneklő folyó. Regény; Geopen, Budapest, 2011 + CD
- Vidróczki-kódex; Kortárs, Budapest, 2013 (Kortárs próza)
- Kalandozó klasszikusok. Úti levelek és úti jegyzetek régiek stílusában; Kortárs, Budapest, 2015
- A vörös nyelvű párduc. Regény; Kortárs, Budapest, 2016
- Jómadarak pácban; Naphegy, Budapest, 2018 (ifjúsági regény)
- A vitéz közalkalmazott. Tárcák, tárcanovellák; Kortárs, Budapest, 2019 (Kortárs tárca)
- Hetvenhét vörös bárány. Mesék; Holocaust Dokumentációs Központ és Emlékgyűjtemény Közalapítvány–Prae, Budakeszi–Budapest, 2020
- A pipás asszony fia. Novellák; Kortárs, Budapest, 2021 (Kortárs próza)

## Filmjei
- Kutak
- Bakancs
- Márió, a varázsló (2007)

## Díjai, kitüntetései
- A JAK irodalmi paródiapályázatának I. díja (1998)
- Az Élet és Irodalom novellapályázatának II. díja (1998)
- Móricz Zsigmond-ösztöndíj (1999)
- Soros-ösztöndíj (2000)
- Felhőc Produkció kisfilmíró pályázat I. díja (2002)
- NKA-ösztöndíj (2006)
- Irodalmi Jelen regénypályázat különdíj (2006)
- Aranyvackor dicsérő oklevél (2009)
- MASZRE alkotói ösztöndíj (2009)
- Silver Remy Award, Houston – Márió, a varázsló c. filmért (2009)
- Filmjus Alapítvány díja, 2010
- NKA alkotói ösztöndíj (2011)
- Aranyvackor pályázat, a PIM különdíja (2011)
- Vámospércs Város Díszpolgára (2014)

## Tárcáiból
- Zsülien
- Dalra, magyar!
- Okoslakás
- Sóvirágom, virágom